# Lluís Carreras i Mas
Lluís Carreras i Mas (Sabadell, 4 de maig de 1884 - Barcelona, 7 de març de 1955), conegut també com a Dr. Lluís Carreras, fou un clergue, escriptor, periodista i intel·lectual cristià. Fou un eficaç impulsor del moviment de renovació religiosa a Catalunya abans de la Guerra Civil. Va gaudir de gran prestigi a l'Església catalana i fou un influent pensador humanista.

## Biografia
Neix a Sabadell el 8 de maig de 1884, fill de Francesc Carreras i Puig, teixidor i de Carme Mas i Badia. Primers estudis a l'escola Pia de Sabadell. El 1896 cursa filosofia i serà deixeble del pare Sallarès i del doctor Fèlix Sardà i Salvany. El 1905 va obtenir el grau de batxillerat a Lleida.

## Primers anys de vida eclesial
El 1905 entrà a la Facultat de Teologia del Seminari de Barcelona, allà serà condeixeble de Carles Cardó, Joan Baptista Manyà Mn. Joan Tarré, Antoni Maria Marcet i Poal, i Gregori Maria Sunyol que exerciran en el futur gran influència en l’Església catalana de l’època. Serà un excel·lent un estudiant, premiat abastament i reconegut pels seus professors durant els anys de carrera.
Després d’una carrera brillant serà ordenat prevere als 25 anys, el 1909 a la parròquia de Sant Feliu de Sabadell amb assistència d’una munió de personalitats eclesiàstiques. Molt aviat entrà a l’Associación de Eclesiásticos para el Apostolado Popular fundada per promoure els estudis, religiosos i litúrgics. Serà l'encarregat de la secció de propaganda escrita. Fundarà la revista Reseña Eclesiástica l'any 1909 on publicarà un seguit d’escrits de divulgació i articles biogràfics i de ressenya de llibres. Durant la seva vida el futur Dr. Lluís Carreras tindrà com a referents, com bona part dels eclesiàstics renovadors de l'època, al bisbe Dr. Josep Torras i Bages, al cardenal D. J. Mercier, primat de Bèlgica, fundador de l'Institut de Filosofia de la Universitat de Lovaina i renovador de l'església d'aquell país, i per, proximitat geogràfica el Dr. Fèlix Sardà i Salvany, sabadellenc com ell.
Romandrà a Sabadell durant un any on farà de capellà de les monges de la Sagrada Família. Publicarà el seu primer llibre. Serà després vicari de Sant Esteve de Sesrovires, però renunciarà per una malaltia de la qual es refarà a Sabadell. Poc després serà nomenat professor i seguidament catedràtic del Seminari de Barcelona de llatí, humanística i filosofia. A partir d'aquest moment desplegarà les seves capacitats intel·lectuals d'iniciativa. Serà “un humanista prodigiós, excel·lent expositor d'idees, tant en la càtedra com en la premsa, i un brillant conferenciant...”. El 1912 és nomenat vocal de l'Acció Catòlica, el mateix any col·labora en el Tercer Congrés Nacional de Música Sagrada. El 1913 obté la llicenciatura en teologia amb la màxima qualificació al Seminari Pontifici de Tarragona. Serà l'ànima i el secretari del Congrés d'Art Cristià de Catalunya del 1913, inaugurat pel bisbe Josep Torras i Bages amb participació de figures com Josep Puig i Cadafalch, Antoni Rubió i Lluch, Jeroni Martorell i Terrats, Josep Tarré, Mn. Josep Gudiol i Cunill, Joan Llimona i Bruguera, etc., de gran repercussió i impacte en un moment de recuperació de la cultura catalana.

### El Congrés Litúrgic de Montserrat[10]
El 1915 fou l'any de la seva obra magna amb la realització del Primer Congrés Litúrgic de Montserrat, del 10 al 15 de juliol de 1915. Esdeveniment que el consagrà com a referent de l'església catalana de l'època. Serà l'animador indiscutible del congrés que va tenir un procés acurat de preparació. Amb cartes i reunions de presentació a l'Abadia de Montserrat, amb els diferents bisbes catalans, personalitats religioses i civils. Un any abans del Congrés, el 1914 aconseguí l'autorització de la revista Vida Cristiana que serà la portaveu de les iniciatives i activitat si, que després es convertirà en la revista de temàtica liturgista de l'Església catalana. El Dr. Carreras aconseguí l'oficialitat canònica del congrés amb l'acceptació de la Santa Seu amb carta del Sant Pare, i de totes les diòcesis catalanes i la participació de cardenals estrangers, i d'especialistes religiosos i civils catalans i estrangers. Les conclusions del Congrés denoten que va ser el preludi de què l'Església universal faria a partir del Concili Vaticà II: es recomanava la participació activa dels fidels en els ministeris sagrats, en els actes litúrgics, la importància de la parròquia, la missa com centre de la sagrada litúrgia, la traducció a la llengua del poble dels textos litúrgics. L'èxit del congrés cal mesurar-lo en el gran dinamisme que es generà per implantar les seves conclusions i les activitats:realització de les Setmanes de Litúrgia a nombrosos indrets de les diòcesis catalanes, la col·lecció de llibres específics, etc. El congrés i la publicació en el mateix any de 1915 del seu Eucologi, que es va reeditar diverses vegades, el convertiren en el principal i admirat referent liturgista, tot i que el Dr. Carreras va dedicar-se a multitud de temes i aspectes eclesials com mostra el total de la seva obra escrita més de dos mil articles i diversos llibres. A partir del 1916 accentuarà la seva activitat en el moviment liturgista, per exemple, amb la promoció del cant gregorià amb el pare Sunyol i Mn. Josep Tarré (Associació Gregorianista), curs superior de cant gregorià, etc. Desenvoluparà també una gran activitat a Sabadell a l'Acadèmia Catòlica de Sabadell on s'estava la majoria dels caps de setmana. Des de cursos de sociologia a l'Acadèmia a la creació de la “Schola Cantorum”, creació de la revista “Joventut” fins a conferències al Gremi de Fabricants de Sabadell i d'altres entitats (hi ha constància que va fer fins a seixanta conferències).

### Els anys de plenitud[12]
Aquests anys seran els anys de plenitud del Doctor Lluís Carreras. Morts el Dr. Fèlix Sardà i Salvany i el Bisbe Dr. Josep Torras i Bages es convertirà en un dels sacerdots més rellevants de Catalunya pel seu caràcter apostòlic, apologètic inspirat en aquelles dues grans personalitats de les quals havia estat deixeble. Es podrà desenvolupar en tots els seus aspectes intel·lectuals, eclesiàstics, culturals, artístics i en determinats moments, polítics (crisi 1919, dictadura de Primo de Rivera, i Segona República). Com escriptor i periodista (“Revista popular”, “Ressenya Eclesiàstica”, “Vida Cristiana”, “Revista Litúrgica”, “Catalunya Social”, corresponsal de “La Civilità Cattòlica de Roma”, col·laborador de “La Veu de Catalunya.”..), com mantenidor dels Jocs Florals, amb l'Orfeó Català i amb els orfeons de Catalunya, la Lliga Espiritual de la Mare de Déu de Montserrat, impulsió de la Secció Amics de l'Art Litúrgic del Cercle Artístic de Sant Lluc, etc.

## LaDictadura de Primo de Rivera[13]
El 1919 defensarà el primer intent d'Estatut d'Autonomia com a membre de la Lliga Espiritual de la Mare de Déu de Montserrat, reivindicat per la Mancomunitat de Catalunya i que no va reeixir. El 1923 s'enfrontarà a la política del dictador general Primo de Rivera (dissolució de la Mancomunitat, clausura d'entitats, declaracions contra la llengua catalana, intent de castellanització de l'Església catalana, etc.) defensant els drets dels catalans i de la llengua catalana. Això li costà la Canongia de la Catedral de Barcelona a la qual havia estat nomenat, però que per pressions del govern a la Santa Seu, fou obligat a renunciar abans d'assolir el càrrec quan ja havia renunciat a la càtedra del Seminari. Poc després l'Acadèmia de Sabadell fou clausurada pel govern, i el 1924 el Dr. Carreras es veurà obligat a exiliar·se fora de Catalunya, primer a un poble d'Aragó i després a l'estranger (decisió camuflada com “viatge d'estudis”). Va estar-se a París, Solemnes i va aprofitar per assistir al Congrés Litúrgic de Malines.
Quan retornà, un grup d'empresaris del Gremi de Fabricants de Sabadell i de Barcelona entre els que hi són Francesc Cambó, Ferran Casablancas, Enric Rocamora entre altres li muntaran a la seva mida la “Fundació Torras i Bages” el 1924 per cobrir-li les seves necessitats materials. Fins a la caiguda de la Dictadura aprofitarà per promoure una pila d'obres socials i religioses, tot i la vigilància policial que el controlava dia i nit. Impulsarà la creació de la Biblioteca de la Caixa d'Estalvis de Sabadell, la constitució del Museu de Sabadell, promourà les Romeries a Montserrat, malgrat les prohibicions governamentals, redactarà l'informe en defensa de la llengua catalana” (a/ El problema de la lengua, b/ El problema del clero) per al Nunci de la Santa Seu, Mons. Federico Tedeschini, informe que fou enviat al Vaticà el gener de 1929, redactarà la seva obra “Sinopsi Evangèlica”, reprendrà les conferències quaresmals un cop la reobertura de l'Acadèmia de Sabadell, etc.

## Segona República
Des de les seva publicació “Cultura Cristiana” donarà consells sobre la importància moral d'exercitar el vot en les eleccions municipals del 12 d'abril del 1931, que donaren pas a la Segona República. El 16 d'abril de 1931, un cop proclamat el nou règim escriurà un article a “Cultura Cristiana” titulat Déu guardi la República on li donava suport, article que causà gran impacte en els ambients eclesiàstics, i en sectors conservadors catòlics. Mesos després, però, serà bel·ligerant des de la mateixa publicació comentant actituds anticlericals que passaven a Madrid.
El mateix any serà cridat pel cardenal Francesc d'Assís Vidal i Barraquer, en aquell moment al capdavant de l'Església espanyola. Es convertirà en el seu home de confiança en les negociacions amb el govern republicà sobre el paper de l'Església en el text de la nova Constitució republicana. La missió encomanada era defendre els drets de l'Església en el nou règim. Farà freqüents viatges i estades a Madrid amb contactes discrets amb les diverses organitzacions polítiques parlamentàries, també amb el Nunci Monsenyor Tedeschini. Es reunirà amb Niceto Alcalà Zamora i altres personalitats com José María Gil Robles y Quiñones, Manuel Azaña Díaz, Francisco Giner de los Ríos, Zulueta, Alejandro Lerroux García, Amadeu Hurtado, etc. Diverses vegades anirà al Vaticà a parlar amb els serveis diplomàtics. el Secretari d'Estat, etc. Un element important del període és l'elaboració i aprovació de la Pastoral col·lectiva de l'episcopat espanyol del 20 de desembre 1931 que el cardenal Vidal i Barraquer aconseguí que signessin els 54 bisbes i càrrecs eclesiàstics espanyols. Va ser feta després de l'aprovació de la Constitució Espanyola de 1931, i encara que és crítica per molts dels articles interpretats com a anticlericals, també és respectuosa amb la legitimitat republicana. En la redacció de la pastoral el Dr. Lluís Carreras intervengué de forma important.
L'elaboració i aprovació, també, de l'Estatut d'Autonomia de 1932 fou seguida pel Dr. Lluís Carreras. Un cop aprovat pel Parlament des de la seva publicació donà suport a la seva aprovació i en la campanya de referèndum ratificació de 1932 en un article (article “Voteu l'Estatut”) on recomanava el vot dels cristians, i les raons morals que el fonamentaven. El 1933 donava suport a la candidatura de la Lliga Catalana.
També en el camp pastoral en l'etapa 1932 i 1936 continuarà la seva tasca pastoral, per exemple amb la promoció de l'escoltisme, els Minyons de Muntanya que impulsava el seu amic Mn. Antoni Batlle, participarà per exemple en el campament de Sant Pere de Clarà, amb el Dr. Vidal i Barraquer, el bisbe de Perpinyà, el bisbe de Solsona entre d'altres. També impulsarà l'escoltisme a Sabadell a l'Acadèmia Catòlica de Sabadell on crearà el grup de Sant Bernat de la Secció de Minyons de Muntanya.

## Guerra Civil i claudicació
El cop d'estat del 18 de juliol del 1936 sorprengueren el Dr Lluís Carreras a Sabadell. Viurà el fracàs del cop i el procés revolucionari que s'endegà a continuació i la Guerra Civil. La profanació de les esglésies, la crema de l'Acadèmia Catòlica amb la biblioteca del Dr. Sarda, l'assassinat de les persones pels comitès d'incontrolats. Va haver d'ocultar-se i marxar a Barcelona. El conseller de la Generalitat Josep Maria Espanya li proporcionà el salconduit per poder sortir del país amb el vistiplau del cònsol de França.
Anar a raure a Tolosa de Llenguadoc amb la família Riera Sala, el Dr. Trens i un grup de monges dominiques en un ambient d'austeritat. Durant aquest segon exili reflexionarà, parlarà amb altres exiliats, escriurà en francès amb pseudònim a la premsa francesa. I, sobretot un ambient de derrota i decebut per la situació, abordarà la guerra civil espanyola publicant en francès l'any 1937 un voluminós llibre titulat Grandeur Chrétienne de l'Espagne amb un prefaci de l'hispanista Louis Bertrand de l'Acadèmia Francesa. El llibre fou ràpidament traduït al castellà, l'anglès, l'italià i el francès en una altra edició més extensa. És un llibre de 278 pàgines on s'inicia amb un estudi de l'origen de la persecució religiosa, dels dogmes marxistes i seguidament va desgranant casos d'assassinats, i testimoniatges de morts heroiques en nom de Crist amb gran luxe de detalls, i constatant l'extermini de tot allà que representa un objectiu o els símbols religiosos. Al final hi ha una mena d'epíleg de vuit planes on fa una apologia del General Franco.
Com era d'esperar el llibre tindrà conseqüències. Els serveis de propaganda del govern de Burgos ràpidament l'utilitzaren en una ofensiva propagandística contra el govern republicà. Els sectors catòlics catalans que s'hi havien mantingut fidels la República el conceptuaren com una claudicació, entre ells, els sectors dels eclesiàstics catalans que representaven una tercera via com el cardenal Francesc d'Assís Vidal i Barraquer, l'Abat Antoni Maria Marcet i Poal o Carles Cardó que no volgueren signar la Carta colectiva de los obispos españoles a los obispos de todo el mundo con motivo de la guerra en España (Carta col·lectiva de l'episcopat espanyol als bisbes del món sencer) que donava suport al règim del general insurrecte Franco. Li varen retreure la manca d'objectivitat, la seva parcialitat i el desconeixement dels assassinats i la repressió de les tropes de l'altre bàndol i de les organitzacions polítiques (Falange, etc.) del govern rebel. Molts historiadors coincideixen que la persecució religiosa del 1936 i el llibre que va escriure foren la seva desfeta i la seva claudicació enfront del país.

## El règimfranquista
Mn. Lluís Carreras va tornar de l'exili el 1940, va trobar en un context polític, social i religiós completament diferent de l'avantguerra. En el camp eclesial era vist com a franquista pels catòlics catalanistes, i per sospitós de catalanista pels catòlics que havien donat suport al govern de Burgos.
Va tenir problemes tant per entrar a l'Espanya nacional (denúncies de sacerdots espanyols...). com per viure en una església nacional catòlica amb bisbes no catalans que desconfiaven d'ell i el van tenir marginat. Mantindrà un perfil baix i una actitud discreta fins a la seva mort. En aquesta etapa eclesial sols era beneficiari de la Parròquia de Santa Madrona i l'únic nomenament oficial que va rebre en el franquisme va ser el de consiliari de l'Associació de Pares del Col·legi de Loreto. Va restringir les seves visites a Sabadell a l'Acadèmia Catòlica per l'actitud hostil de sectors (joves d'Acció Catòlica, retrets dels seus conciutadans...).
Treballava a la Biblioteca de la Sra.Tecla Sala de Barcelona. Més tard tornar a presidir les Romeries de Montserrat, participà en les Festes d'Entronització de la Mare de Déu de Montserrat del 1947 organitzades per la Comissió Abat Oliba, continuà publicant articles en la “Revista Litúrgica”, continuadora, ara en castellà, de la revista “Vida Cristiana”, també consta que va assistir a les Festes de Coronació de la Mare de Déu de la Salut, com consiliari de l'Acadèmia Catòlica. col·laborarà amb la Fundació Bosch i Cardellach on serà nomenat membre honorari.
Continuarà, no obstant les dificultats, la tasca pastoral i cultural. Farà la quarta edició del seu Eucologi (1948). Des de la Lliga Espiritual de la Mare de Déu de Montserrat va fer de consiliari de fet del Grup Torras i Bages, un conjunt de joves molt influent que arribarà a ser, anys més tard, molt important en la Catalunya del futur (Joan Reventós, Jordi Pujol, Anton Cañellas, Jaume Carner, Josep Maria Ainaud de Lasarte, Hilari Raguer i Suñer, etc.), i dona suport a Sabadell als Minyons de Muntanya del seu amic Mossèn Antoni Batlle. Igualment presidí el Jocs Florals fets en la clandestinitat el 1948. Continuarà amb les conferències a l'Acadèmia Catòlic i al Gremi de Fabricants de Sabadell, etc.
Va morir el dia 7 de març de 1955 a Barcelona després d'una operació de la qual no es recuperà. Les exèquies es feren a la parròquia de Santa Anna i després les despulles traslladades a Sabadell on es vetllaren al saló d'actes del Gremi de Fabricants de Sabadell. El dia foren portades en comitiva a l'església parroquial on les esperaven representacions de totes les entitats locals econòmiques, socials, culturals i religioses, i d'altres de foranes, així com les autoritats civils. Presidí la celebració l'abat de Montserrat Aureli Maria Escarré, i concelebraren molts sacerdots de la ciutat. El dia 12 de març es feu un altre funeral a Barcelona a la parròquia de Santa Anna.
El 14 de març del 2015, 60 anys després de la seva mort, les seves despulles van ser traslladades del cementiri de Sabadell fins a la capella de la Mare de Déu de Montserrat de l'Església de Sant Fèlix a la mateixa ciutat. A la missa que es va realitzar van assistir-hi entre d'altres, l’alcalde Joan Carlos Sánchez (PSC), el portaveu de CiU Carles Rossinyol, i el president de l’Acadèmia Catòlica, Ramon Graells.

## Obres seleccionades
Llistat alfabètic extret de: "Viñas i Camps, Dolors El Doctor Lluís Carreras i Mas, en el centenari del seu naixementPublicacions de l'Abadia de Montserrat Barcelona 1985":
- Allocution. «Cours et conférences des Semaines Liturgiques», torne III. «Congrès Liturgique de Malines. Du 4 au 7 Aoüt 1924» (Louvain, Abbaye au Mont César), pàgs. 349-354.
- Articles apologètics, socials i ascètics. «Revista Popular» (1910-1916-1925).

Volum 1 (Gràficas Marina, S. A., 1961), 587 pàgs.
- Cultura Cristiana. Selecció d'articles publicats en el portaveu de l'Acadèmia Catòlica de Sabadell. Imp. La Renaixença, Barcelona, 1934, 394 pàgs. Lletra preliminar del Cardenal Vidal i Barraquer. Pròleg de Pere Valls.
- De las vestiduras sagradas. Dins el llibre La estética del vestir, de Pere ROCA P1ÑOL (Terrassa, Yuste, 1942), pàgs. 269-280.
- Doctrina del Padre Suàrex: sobre el origen de la potestad civil (Barcelona, 1920).
- El misticisme de Ramon Llull i la Metafísica i la Psicologia de Ramon Llull. Estudi premiat en el Certamen de Ciències Eclesiàstiques de 1907 (text original). Fundació Bosch i Cardellach, 120 folis mecan. a 2 esp.
- El moralismo de Dante. (Discurs inaugural del curs del Seminari, 1921-22.)
- Eucologi. Publicació oficial del Congrés Litúrgic de Montserrat (Barcelona, 1915). Redactat amb Mn. Frederic Clascar i Mn. Josep Tarré, 372 pàgs.
- Eucologi. Publicació oficial del Congrés Litúrgic de Montserrat. Nova

edició (Barcelona, Sucs. de Joan Gili, 1925; Biblioteca popular Litúrgica). Versió revisada pel M. I. Dr. Carles Cardó, Canonge, 315 pàgs.
- Eucologi. Missal de les festes. 3.' ed. curosament revisada (Barcelona, Successors de Joan Gili, S. A., 1933), 403 pàgs.
- Eucologi. Missal de les festes. 4.' edició renovada i considerablement augmentada (Barcelona, Successors de Joan Gili, S. A., 1948), 568 pàgs.
- Eucologi de la Mercè. Publicació de la Lliga Espiritual de la Mare de Déu de Montserrat (Barcelona, 1918).
- Frares i monges (Sabadell, 1931)
- Grandeur chrétienne de l'Espagne (Toulouse, 1939).
- Grandeza Cristiana de España. Notas sobre la persecución religiosa (Tolosa, Les Frères Douladoure, imprimeurs, 1938).
- Mossèn Claret, el nostre Sant del Jubileu. Conf. a l'Acad. Catòlica, 9-7-1950. Còpia mecanogr. a l'Arx. de la F. B. i Card.
- Pòrtic a Joan UCAS, Ideari del Doctor Sardà i Salvany, Vol. I (Biblioteca Sabadellenca; Sabadell, 1927), pàgs. 11-25.
- Primera Formació moral i religiosa de les Noyes. Traducció de l'autor de la «Pratique progressive de la Confession et de la direction» [Baudenom] (Barcelona, 1910).
- Proernio a Tratado de Sociologia Cristiana de Josep M. LLOVERA. 8." ed., revisada per E. M. Boix i Selva (Barcelona, 1953), pàgs. XV-XXXIV.
- Pròleg a La Parròquia de la Puríssima Concepció de Mn. Joaquim Guiu (Biblioteca Sabadellenca, vol. XXI, Sabadell, 1930).
- Proposta de reforma del Patronat de l'Escola Industrial d'Arts i Oficis.

Sabadell, 1936. Arxiu de la Fundació Bosch i Cardellach.
- Semblances. Volum I. Sant Francesc d'Assís. Sant Tomàs d'Aquino (Obres de Mn. Lluís Carreras; Gràficas Marina, Barcelona, 1960).
- Setmana Santa i Vuitada de Pasqua (Biblioteca Popular Litúrgica; Abadia de Montserrat, 1923), 501 pàgs, N'hi ha una z- edició publicada per l'Editorial Poliglota (1930), 545 pàgs.
- Sinopsi Evangèlica. Traducció i anotació feta damunt l'original grec del p. J. L. LAGRANGE, O. P. amb la col·laboració del Canonge Dr. Josep M. LIovera, per la Fundació Bíblica Catalana (Ed. Alpha, S. A., Barcelona, 1927).
- Spagna: processo alla rivoluzione. Traduzione dallo spagnolo di CESCO VIAN (Milano. Istituto di Propaganda Libraria, 1939), 261 pàgs.
- Visita espiritual a la Mare de Déu de la Salut. Maig 1932. Recordança del cinquantenari de la restauració de l'Aplec de la Salut per l'Acad. Catò!. 1882. 7 fulls manuscrits enquadernats. Arxiu Fundació Bosch i CardeIlach.